# 中国人民解放军军事科学院军事医学研究院
中国人民解放军军事科学院军事医学研究院，位于北京市海淀区太平路27号，是中国人民解放军军事科学院的研究院之一，是中国人民解放军的最高军事医学研究机构。

## 沿革

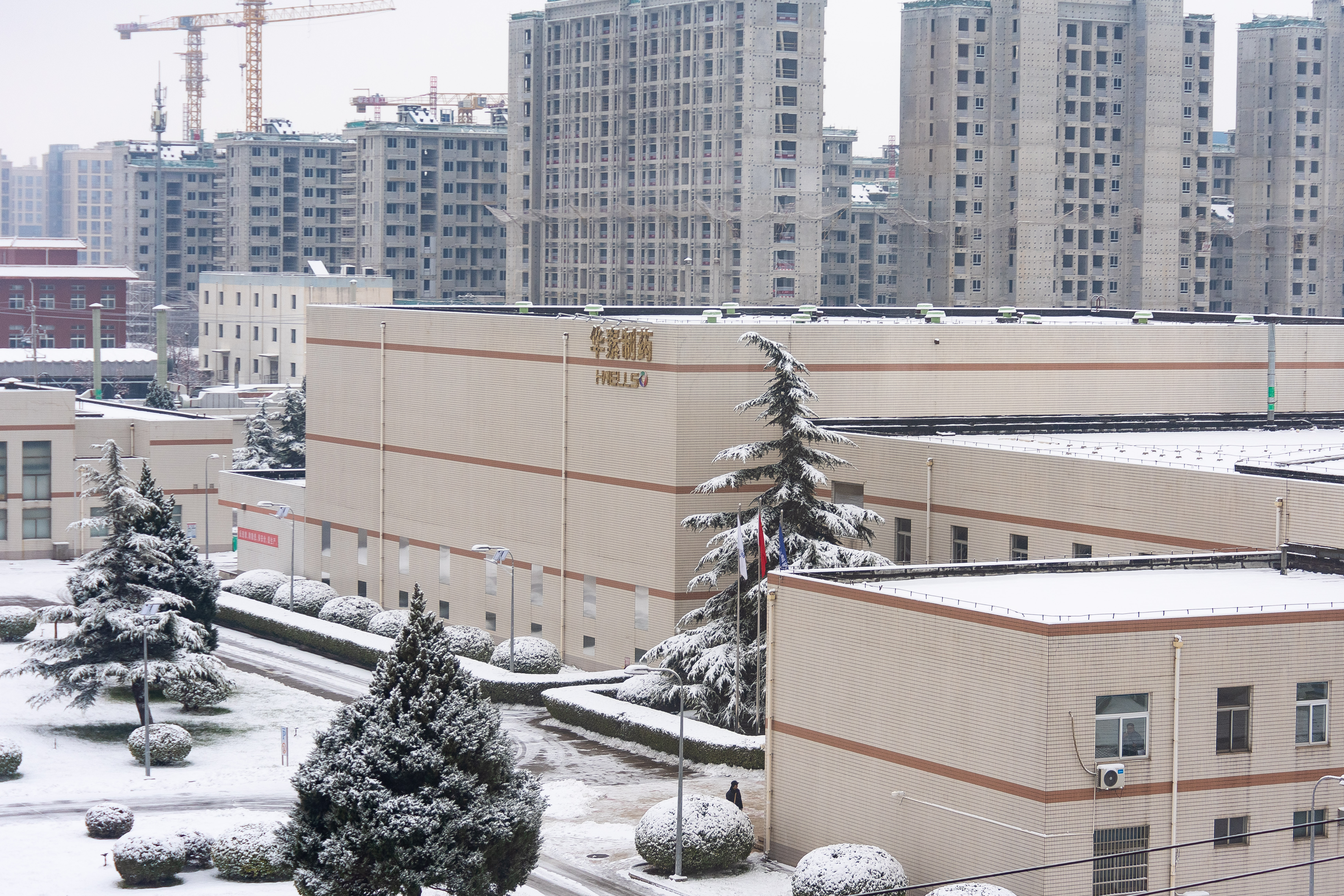
从军事医学科学院独立后转交地方的华素制药

1951年8月1日，中国人民解放军军事医学科学院在上海成立，成为继中国科学院之后中华人民共和国成立的第二家国家级科学院。1956年，军事医学科学院制定了第一个“20年发展规划”。1958年，该院迁至北京。
1984年，院党委提出了《关于我院改革的初步设想》，经中国人民解放军总后勤部批准开展改革试点；1985年，又作出《关于进一步搞好我院科技体制改革的决定》和12个暂行规定。1985年，中央军委决定百万大裁军，军事医学科学院推行了“从单纯科研型向科研开发型转变，从单纯军用型向军民结合型转变，从封闭型向开放型转变”的科技改革。1989年11月1日，军事医学科学院毒物研究所附属实验药厂独立成北京四环制药厂，并一度以“阿姆斯”（AMMS，军事医学科学院的英文缩写）为商标，1999年转为地方企业，2007年改为华素制药。
2003年8月10月，中国人民解放军疾病预防控制中心在军事医学科学院成立。2003年10月28日，中国人民解放军总后勤部卫生部卫勤研究室、中国人民解放军医学图书馆、中国人民解放军总后勤部卫生防疫队并入中国人民解放军军事医学科学院暨成立中国人民解放军疾病预防控制中心大会在北京的中国人民解放军军事医学科学院召开。2004年该中心被国家批准纳入公共卫生体系。2013年12月1日，由中国人民解放军总后勤部卫生部组织搭建的中国人民解放军疾病预防控制网（http://jkw.zh/）上线运行，这是中国人民解放军全军第一个面向基层部队的疾病预防控制网。
军事医学科学院原来隶属中国人民解放军总后勤部。2016年，在深化国防和军队改革中，中国人民解放军总后勤部被撤销，成立中央军事委员会后勤保障部，军事医学科学院改隶中央军事委员会后勤保障部。仍为正军级。
军事医学科学院主要承担军事医学、基础医学、生物技术、卫生装备、药物研究等任务，负责军事斗争、反恐防恐、重大疾病防控等卫生勤务任务。
2017年7月19日，新调整组建的军事科学院、国防大学、国防科技大学成立大会暨军队院校、科研机构、训练机构主要领导座谈会在北京八一大楼举行，中共中央总书记、国家主席、中央军委主席习近平向军事科学院、国防大学、国防科技大学授军旗、致训词，出席座谈会并发表讲话。军事医学科学院并入新调整组建的军事科学院，成立中国人民解放军军事科学院军事医学研究院，成为军事科学院下属8个研究院之一。其级别可能是副军级。
2020年3月2日，中共中央总书记、中央军委主席习近平在中国人民解放军军事科学院军事医学研究院考察肺炎防控科研攻关工作时强调疫情防控与科研物资生产。

## 机构设置
2017年改革前，原中国人民解放军军事医学科学院下设：
- 卫生勤务与医学情报研究所
- 放射与辐射医学研究所
- 基础医学研究所
- 卫生学环境医学研究所
- 微生物流行病研究所
- 毒物药物研究所
- 卫生装备研究所
- 生物工程等研究所
- 野战输血研究所
- 疾病预防控制所
- 军事兽医研究所
- 解放军第三〇七医院
- 解放军医学图书馆
- 实验仪器厂
- 实验动物中心
- 研究生队
- 眼科诊疗中心
- 耳鼻喉科诊疗中心

## 历任领导
中国人民解放军军事医学科学院
| 院长 1. 宫乃泉（1951年—1956年） 2. 钱信忠 少将（1956年—1958年） 3. 贺 诚 少将（1958年—1963年，兼院党委书记） 4. 殷希彭 少将（1963年—1966年） 5. 桂绍忠（1966年—1977年） 6. 涂通今（1977年—1983年） 7. 徐念兹（1983年—1987年） 8. 秦伯益 少将（1987年—1990年） 9. 吴德昌 少将（1990年—1994年） 10. 吴祖泽 少将（1994年—1997年） 11. 赵达生 少将（1997年—2005年） 12. 孙建中 少将（2005年—2009年） 13. 贺福初 少将（2009年—2016年4月） 14. 张士涛 少将（2016年5月—2017年） | 政治委员 1. 刘景晏 大校（1955年—1958年） 2. 周长庚 少将（1958年—？） 3. 程坤源（？—1977年） 4. 赵 阳（1977年—？） 5. 高 平（？—1987年） 6. 徐念兹（1987年—？） 7. 黄耀德 少将（？—1993年） 8. 李宗澍 少将（1993年2月—1998年） 9. 边兆明 少将（1998年—2010年12月） 10. 高福锁 少将（2010年12月—2015年11月） 11. 殷志红 少将（2015年11月—2016年9月） |

中国人民解放军军事科学院军事医学研究院
| 院长 - 张士涛 少将（2017年7月—） 副院长 - 王延军 少将（2017年—） | 政治委员 - 刘茂杰 少将（2017年7月—） 副政治委员 |

## 爭議
2021年12月16日，美國商務部指軍事醫學科學院與生物監控技術有關，故對其進行制裁，列入實體清單。中国驻美大使馆发言人劉鵬宇指有關指控毫無根據，是對中國企業和研究機關的打壓。